# جيم لورنتز
جيم لورنتز (بالإنجليزية: Jim Lorentz)‏ هو لاعب هوكي الجليد أمريكي، ولد في 1 مايو 1947 في واترلو في كندا.

## وصلات خارجية
- جيم لورنتز على موقع دوري الهوكي الوطني (الإنجليزية)
- جيم لورنتز على موقع قاعة مشاهير الهوكي (لاعب أن.إتش.أل) (الإنجليزية)
- جيم لورنتز على موقع EliteProspects.com (الإنجليزية)
- جيم لورنتز على موقع HockeyDB.com (الإنجليزية)
- جيم لورنتز على موقع Hockey-Reference.com (الإنجليزية)